# Cieszów (Basse-Silésie)
Pour les articles homonymes, voir Cieszów.
Cieszów est une localité polonaise de la gmina de Stare Bogaczowice, située dans le powiat de Wałbrzych en voïvodie de Basse-Silésie.

## Histoire
De 1818 à 1945, Fröhlichsdorf fait partie de l'arrondissement de Waldenburg dans le district de Breslau au sein de la province de Silésie.